# 소니 크리에이티브 소프트웨어
소니 크리에이티브 소프트웨어(영어: Sony Creative Software)는 소니 코퍼레이션 오브 아메리카의 자회사이다. 미국 위스콘신주 매디슨에 본사를 두고 있다. 동영상 제작, 오디오 편집 등과 관련된 소프트웨어를 제작한다. 2016년 6월에 소니측이 사업부를 철수하고, 소니 베가스, 사운드 포지등 주요 제품군을 독일의 매직스 소프트웨어사에 매각하였다, 기존의 소니 크리에티브 소프트웨어는 소닉스 포렴(영어: Sonic Foundry)이라는 이름으로 바뀌어 현재는 Catalyst 제품군의 개발 · 판매만 담당하고 있다.

## 주요 제품
- 소니 베가스
- 사운드 포지
- ACID Pro